# 黏扁鯰
黏扁鯰，為輻鰭魚綱鯰形目長鬚鯰科的其中一種，分布於南美洲亞馬遜河及奧里諾科河流域，棲息在河川底層水域，體長可達20公分，屬肉食性，生活習性不明，可做為食用魚及觀賞魚。